# Campus Middelheim

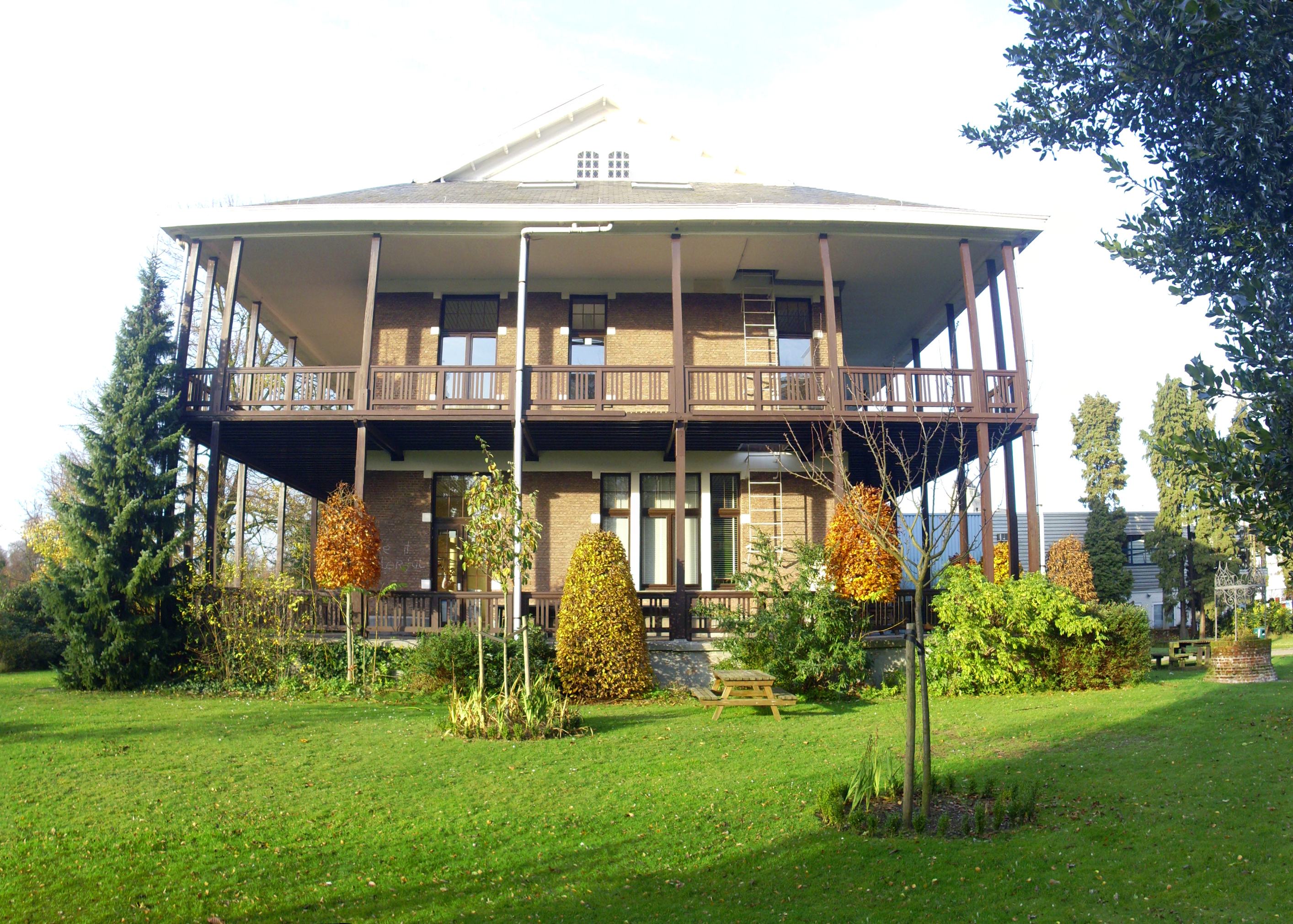
C-gebouw. Dit gebouw huisvest de personeelsdienst van de universiteit

Campus Middelheim is de naam van een van de campussen van de Universiteit Antwerpen.

## Ligging
De campus ligt tussen de Lindendreef, de Middelheimlaan, de Floraliënlaan en het AZ Middelheim. Aan de andere kant van de Middelheimlaan ligt het Middelheimpark met zijn openluchtmuseum voor moderne beeldhouwkunst.

## Geschiedenis
De campus was vroeger de site van de Koloniale Hogeschool van België. Dit is nog steeds te zien aan de hoofdingang van het A-gebouw, waarboven de Belgisch-Kongolese vlag (de vijfpuntige ster) is afgebeeld. Later vormde het samen met Campus Groenenborger het Rijksuniversitair Centrum Antwerpen.

## Gebouwen
A-gebouwIn dit gebouw, gebouwd in 1922 als hoofdgebouw voor de Koloniale Hogeschool, is het grootste gedeelte van de administratie van de buitencampus gevestigd. Tevens is het A-gebouw het oudste gebouw van de campus.
B-gebouwDit is het HealthCity-gebouw (voormalige Sportopolis). Het bevat verschillende sportzalen, een fitnessaccommodatie van Basic-Fit en een bar.
C-gebouwDit gebouw huisvest de personeelsdienst van de universiteit. De villa in koloniale stijl was vroeger de directeurswoning van de Koloniale Hogeschool.
D-gebouwIn dit gebouw is het studentenrestaurant Komida gevestigd.
E-gebouwHier woont de conciërge van de campus. Vroeger had het ASK hier zijn werklokaal en baatte het een boekenshop uit. Hier zijn de Sportraad en de Studentenraad gehuisvest, evenals de Antwerp Doctoral School.
G-gebouwIn dit gebouw zijn de departementen Wiskunde en Informatica gehuisvest. Bovendien bevindt zich een grote aula in dit gebouw dat vaak voor lezingen en doctoraatsverdedigingen wordt gebruikt. Ook leercentrum De Parabool bevindt zich hier.
I-gebouwOp de gelijkvloerse en 1ste verdieping wordt het departement ICT gehuisvest. Op de 2de verdieping bevindt zich het departement Infrastructuur, de Milieudienst en de dienst Preventie & Bescherming op het werk. Het gebouw is in gebruik sinds september 2014.

## Studenten
Naar jaarlijkse traditie heeft er op Campus Middelheim een Go-Kart-Race plaats, georganiseerd door ASK-Stuwer. De deelnemende studentenverenigingen moeten gedurende 2 manches van een uur zo veel mogelijk rondjes rijden. De club met het hoogste aantal rondjes wint buiten een beker en een jaar faam enkele vaten. Naast de race zelf is er voldoende randanimatie voorzien door de clubs.